# Municipio de Washington (condado de Stone, Misuri)
El municipio de Washington (en inglés: Washington Township) es un municipio ubicado en el condado de Stone en el estado estadounidense de Misuri. En el año 2010 tenía una población de 1792 habitantes y una densidad poblacional de 15,58 personas por km².

## Geografía
El municipio de Washington se encuentra ubicado en las coordenadas 36°48′4″N 93°28′25″O / 36.80111, -93.47361. Según la Oficina del Censo de los Estados Unidos, el municipio tiene una superficie total de 115.02 km², de la cual 112,57 km² corresponden a tierra firme y (2,13 %) 2,44 km² es agua.

## Demografía
Según el censo de 2010, había 1792 personas residiendo en el municipio de Washington. La densidad de población era de 15,58 hab./km². De los 1792 habitantes, el municipio de Washington estaba compuesto por el 96,6 % blancos, el 0,06 % eran afroamericanos, el 0,78 % eran amerindios, el 0,17 % eran asiáticos, el 0,39 % eran de otras razas y el 2,01 % eran de una mezcla de razas. Del total de la población el 2,18 % eran hispanos o latinos de cualquier raza.